# Trojfázová soustava

Průběh napětí na jednotlivých fázích trojfázové soustavy

Zapojení vinutí do hvězdy (Y) a do trojúhelníku

Trojfázová soustava (též třífázová soustava) je symetrické a synchronizované uspořádání tří obvodů střídavého proudu. Trojfázová soustava je tvořena zdroji a spotřebiči elektrické energie, vzájemně propojenými elektrickou sítí prostřednictvím transformátorů, které umožňují přechody mezi jednotlivými napěťovými hladinami soustavy.

## Historie
Vícefázové soustavy střídavého proudu byly objeveny nezávisle několika vynálezci v 80. letech devatenáctého století. Řešení vícefázového alternátoru zveřejnil Galileo Ferraris v roce 1888. Ve stejné době si nechal Nikola Tesla patentovat řešení trojfázové soustavy. Počátkem 20. století se využívala více dvoufázová soustava, postupně však zvítězila trojfázová soustava, která je ekonomičtější na spotřebu materiálu vodičů jak u strojů, tak vedení. V současnosti tvoří trojfázová soustava celosvětově základ výroby a distribuce elektrické energie. Jednotlivé země mohou mít různé parametry soustav (fázové napětí, kmitočet), princip je však stejný.

## Princip
Trojfázovou soustavu tvoří tři zdroje střídavého sinusového elektrického proudu o stejném jmenovitém napětí, jejichž vinutí jsou vzájemně posunuta o 120 stupňů, tj. alternátor, kde rotorové vinutí buzené stejnosměrným proudem indukuje do tří vzájemně geometricky posunutých statorových vinutí elektrický proud sinusového průběhu.
Statorová vinutí alternátoru jsou zapojena do dvou základních zapojení:
- Hvězda (značeno Y): začátky všech tří vinutí jsou spojeny do jednoho uzlu (středu hvězdy) volitelně vyvedeného jako nulový vodič, konce vinutí jsou vyvedeny jako fázové vodiče.
- Trojúhelník (značeno {\displaystyle \Delta }): začátek každého vinutí je propojen s koncem následujícího vinutí v jednom ze tří uzlů, vyvedených jako fázové vodiče.

Obdobně se zapojují i vinutí transformátorů a elektromotorů. Zapojení primárního a sekundárního (případně terciárního) vinutí transformátoru může být obecně různé, tj. transformátor může propojovat sítě o různém zapojení. Propojením fázových vodičů alternátoru a synchronního motoru se vytvoří v motoru točivé magnetické pole a rotor motoru se pak otáčí stejnou rychlostí jako rotor alternátoru. Výhodou trojfázové soustavy je, že při lineární a symetrické (tj. ve všech třech fázích stejné) zátěži je v každém okamžiku periody součet okamžitých hodnot proudů všech fází roven nule, tj. odpadá nutnost vedení nulového vodiče, v případě zapojení do hvězdy pak může být její střed izolovaný, přímo uzemněný či uzemněný přes impedanci.
Vztah mezi hodnotou sdruženého napětí {\displaystyle U} (napětí mezi fázemi) a fázového napětí {\displaystyle U_{f}} (napětí mezi fází a nulou) se určí následovně:
{\displaystyle U=2U_{f}\cos {\frac {\pi }{6}}=2U_{f}{\frac {\sqrt {3}}{2}}={\sqrt {3}}U_{f}}.
- V Evropě je standardem trojfázový rozvod se sdruženým efektivním napětím 400 V s frekvencí 50 Hz, tedy s fázovým efektivním napětím 230 V.
- V USA je standardem trojfázový rozvod se sdruženým efektivním napětím 220 V s frekvencí 60 Hz, tedy s fázovým efektivním napětím 120 V.

## Provedení

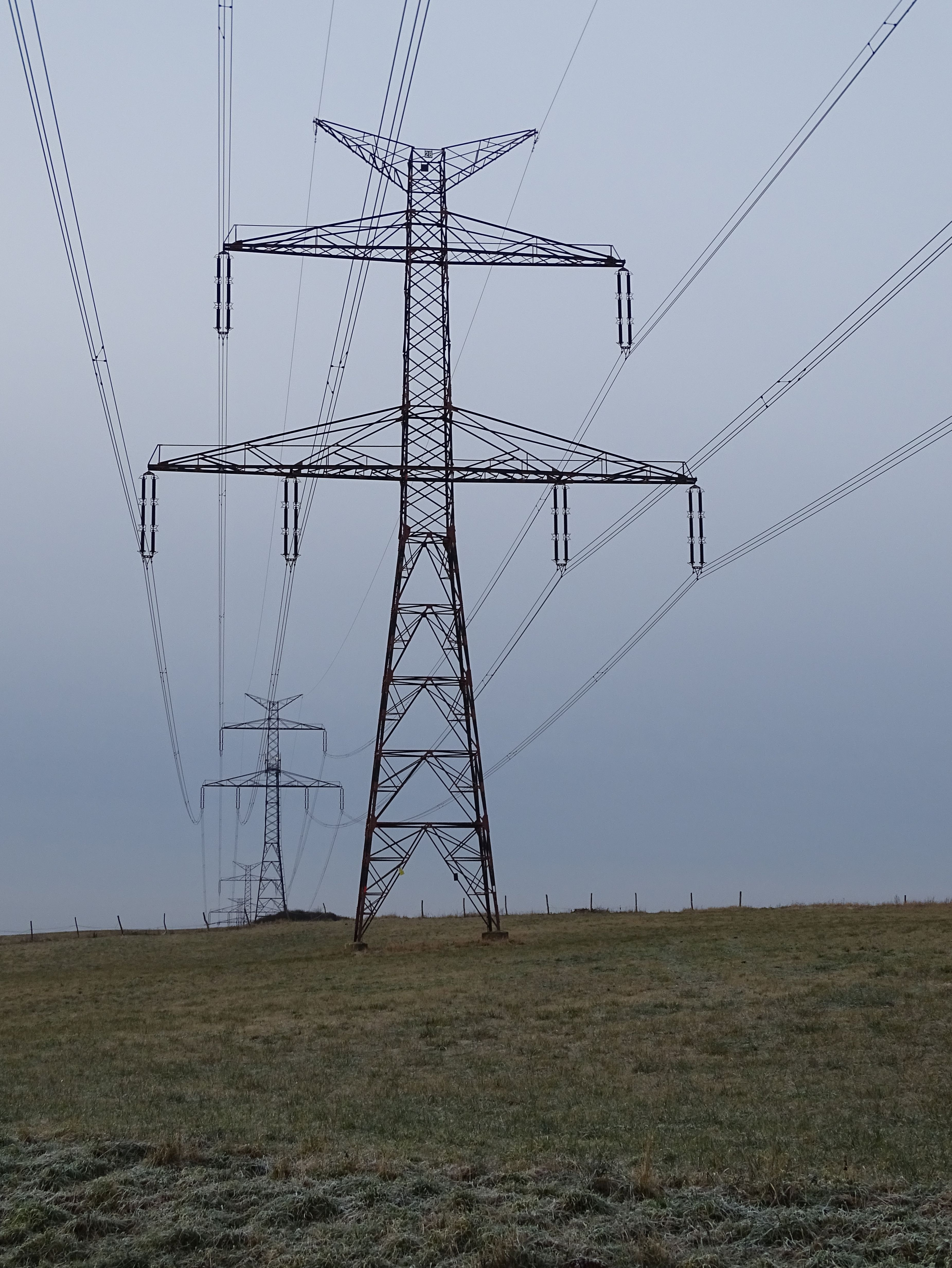
Trojfázové vedení velmi vysokého napětí (VVN)

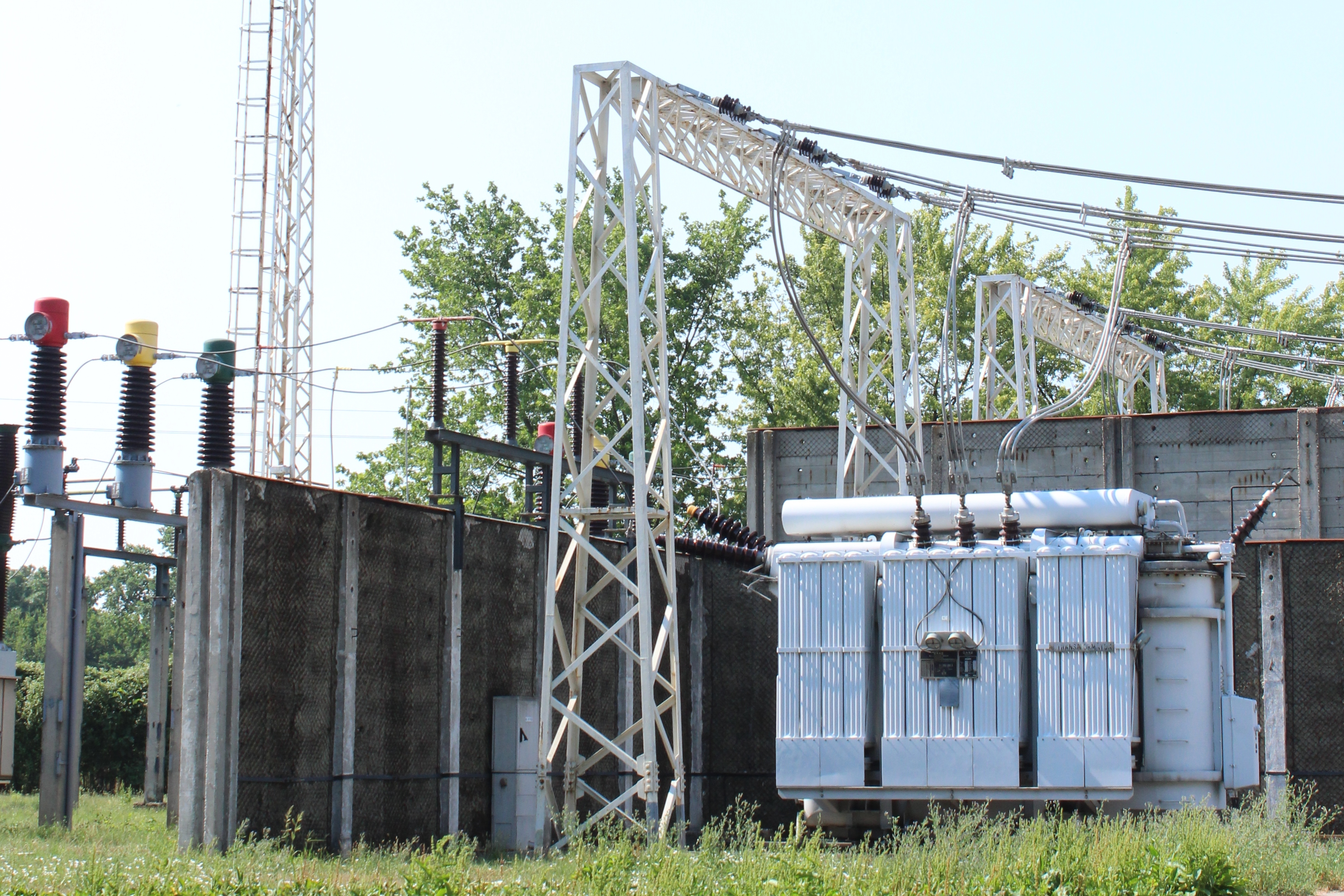
Trojfázový transformátor v rozvodně: Vlevo napojení na VVN linku a ochranná zeď, vpravo dole transformátor, vpravo nahoře VN rozvod

Alternátor v elektrárně vyrábí trojfázový proud na napěťové úrovni VN, vyrobená elektrická energie je dále přenášena do přenosové resp. distribuční soustavy pomocí blokového transformátoru na napěťovou úroveň VVN, odkud směřuje přes napěťové úrovně VN potažmo NN do místa spotřeby. Pro změnu velikosti napětí se používají trojfázové transformátory (případně tři jednofázové).
Elektrická síť sestává z nadzemních a ve městech podzemních (kabely) vedení. Nadzemní vedení na nejvyšší napěťové hladině se většinou skládá z tzv. dvojpotahů, tj. dvojice tří fází, kde každá fáze je vedena tzv. trojsvazkem, tj. třemi lany oddělenými rozpěrkami (viz obrázek vedení), a to z důvodu snížení ztrát přenášeného výkonu. Na vrcholu stožáru nesoucího vedení je nad každým potahem vedeno tzv. zemnící lano, chránící potah před úderem blesku.
V místě spotřeby zajišťuje trojfázová soustava zdroj točivé energie pro trojfázový synchronní motor či trojfázový asynchronní motor, který je použit u většiny točivých zařízení připojených ke střídavé elektrické síti. I jiné velké elektrické spotřebiče, které nepotřebují točivé pole (např. oblouková pec), jsou konstruovány jako trojfázové, aby je bylo možné zapojit přímo do trojfázové soustavy.

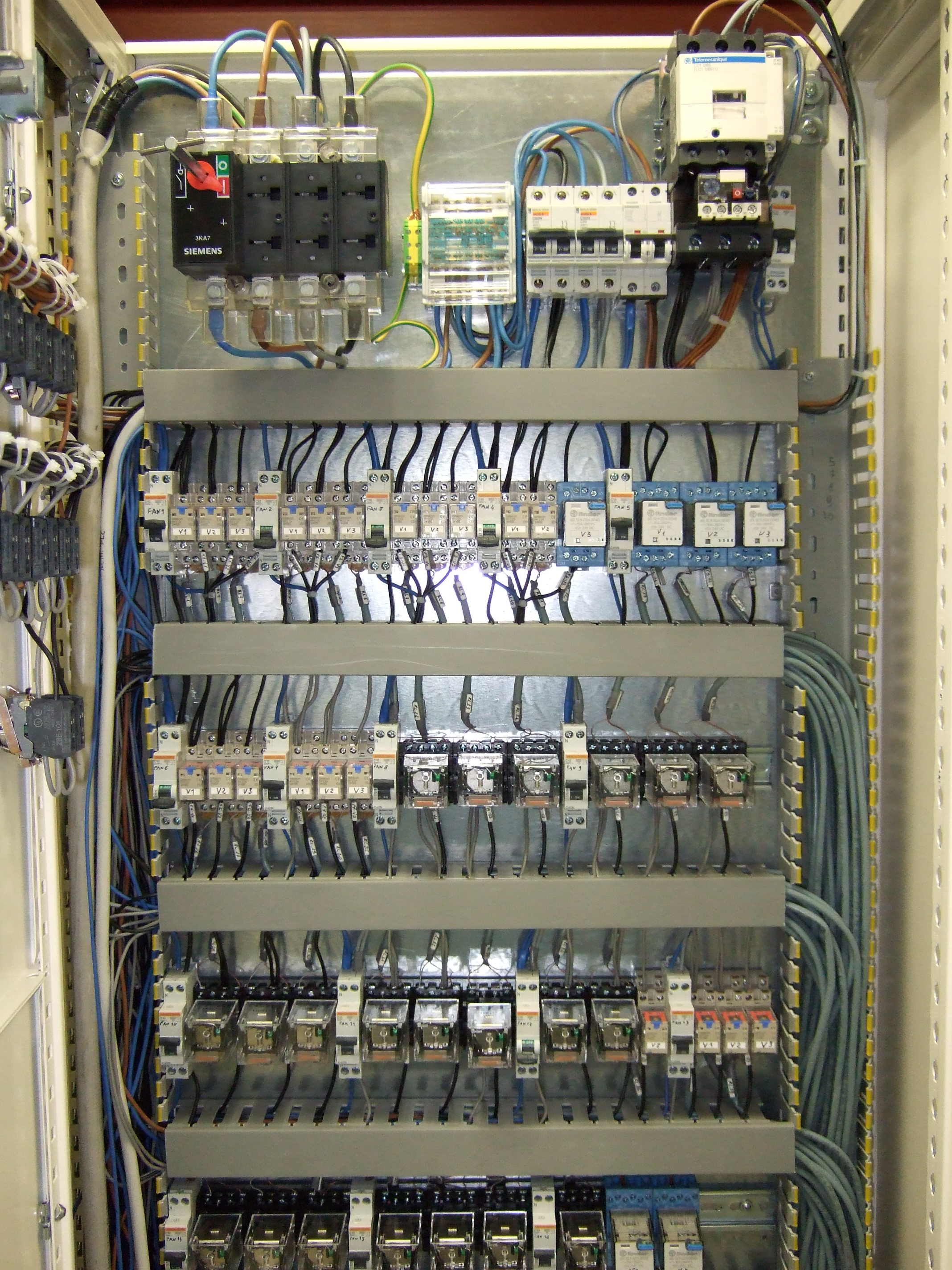
Rozvaděč nízkého napětí, vlevo nahoře 3F přívod do hlavního vypínače, níže pak rozdělení jednotlivých fází pro jistící a spínací prvky jednofázových obvodů

Kromě trojfázových spotřebičů umožňuje trojfázová soustava na napěťové úrovni NN i napájení jednofázových spotřebičů. Rozvody NN jsou vedeny tzv. kmenovými linkami, z kterých vedou odbočky k jednotlivým odběrným místům. Připojení jednofázového spotřebiče vede k určité nesymetrii zatížení trojfázové soustavy, v domácím rozvaděči (odběrném místě) se pro většinu jednofázových spotřebičů rozdělí trojfázová soustava na samostatné jednofázové obvody (zásuvek a osvětlení). Jednotlivé obvody jsou rozloženy na všechny tři fáze soustavy tak, aby nesymetrie zatížení byla co nejmenší.